# فاسيلي أندري
فاسيلي أندري (بالرومانية: Vasile Andrei)‏ هو مصارع هاوي روماني، ولد في 28 يوليو 1955 في Albești, Ialomița ‏ في رومانيا.

## وصلات خارجية
- فاسيلي أندري على موقع قاعدة بيانات المصارعة الدولية (الإنجليزية)
- فاسيلي أندري على موقع أوليمبيديا (الإنجليزية)
- فاسيلي أندري على موقع اللجنة الأولمبية الرومانية (الرومانية)